# 格拉德季亞
51°10′7″N 25°33′38″E / 51.16861°N 25.56056°E
格拉德季亞（烏克蘭語：Граддя）是烏克蘭西部的村莊，隸屬沃倫州的卡明-卡希爾斯基區。該村面積1.33平方公里，海拔高度171米，2001年人口577，人口密度每平方公里433.83人。